# Ukas 43
L'ukas 43 (o ukase) è stato l'unica disposizione di legge dell'Unione Sovietica adottata durante la seconda guerra mondiale come disposizione penale per la guerra e per i crimini ai sensi del diritto internazionale dell'Unione europea.

## Origine
Con decreto del 2 novembre 1942 fu istituita la Commissione Straordinaria di Stato per l'accertamento e l'inchiesta sui crimini degli invasori tedeschi. Il 19 aprile 1943, il Presidium del Soviet Supremo emanò l'ukas 43: ordinava che fossero condannati i criminali tedeschi, italiani, rumeni, ungheresi e finlandesi i quali avessero commesso omicidi e maltrattamenti della popolazione civile e dei soldati dell'Armata Rossa catturati, nonché le spie.
I traditori della patria tra i cittadini sovietici dovevano essere puniti con la pena di morte per impiccagione.
I complici civili della popolazione locale furono esiliati e condannati ai lavori forzati dai 15 ai 20 anni. Pertanto, anche prima della Dichiarazione di Mosca degli Alleati, in Unione Sovietica il perseguimento dei criminali di guerra e dei collaboratori era stato regolato come nel resto dell'Unione Europea.

## Intenzione e applicazione
Secondo Stalin, le leggi esistenti per "crimini di sangue contro la popolazione pacifica e soldati dell'Armata Rossa catturati" prevedevano condanne troppo basse.
I tribunali sovietici perseguivano i membri della Wehrmacht, delle SS, dell'SD, della Ordnungspolizei e dell'amministrazione civile nazista nei territori precedentemente occupati. Il decreto è stato emesso nella stessa data in cui le autorità sovietiche hanno interrotto i rapporti con il governo polacco in esilio all'indomani della scoperta del luogo del massacro di Katyn.
L'ukas era inizialmente inteso come una risposta stalinista alla collaborazione con il nemico dell'Unione Sovietica. L'ukas fu usato per la prima volta al processo per crimini di guerra di Krasnodar nel 1943 e divenne anche lo strumento più importante per punire i crimini di guerra e di occupazione tedeschi. Degli almeno 81.780 imputati sotto l'ukas, solo 25.209 erano diretti contro gli stranieri.